# Єлфимово (Лукояновський район)
Єлфимово (рос. Елфимово) — село в Лукояновському районі Нижньогородської області Російської Федерації.
Населення становить 284 особи. Входить до складу муніципального утворення Большемаресєвська сільрада.

## Історія
Від 2009 року входить до складу муніципального утворення Большемаресєвська сільрада.

## Населення
| 2002 | 2010 |
| ---- | ---- |
| 380  | ↘284 |